# Wilhelm Thomsen (Mediziner)
Wilhelm Thomsen (* 31. März 1901 in Friedrichstadt; † 30. Juni 1974 in Bad Homburg vor der Höhe) war ein deutscher Orthopäde, Hochschullehrer und Sachbuch-Autor. Bekannt wurde der selbsternannte „Wachhund der Fußgesundheit“ vor allem durch seine Publikationen zur Orthopädie des Fußes und Fußgymnastik und als Entwickler der Berkemann-Gymnastiksandale.

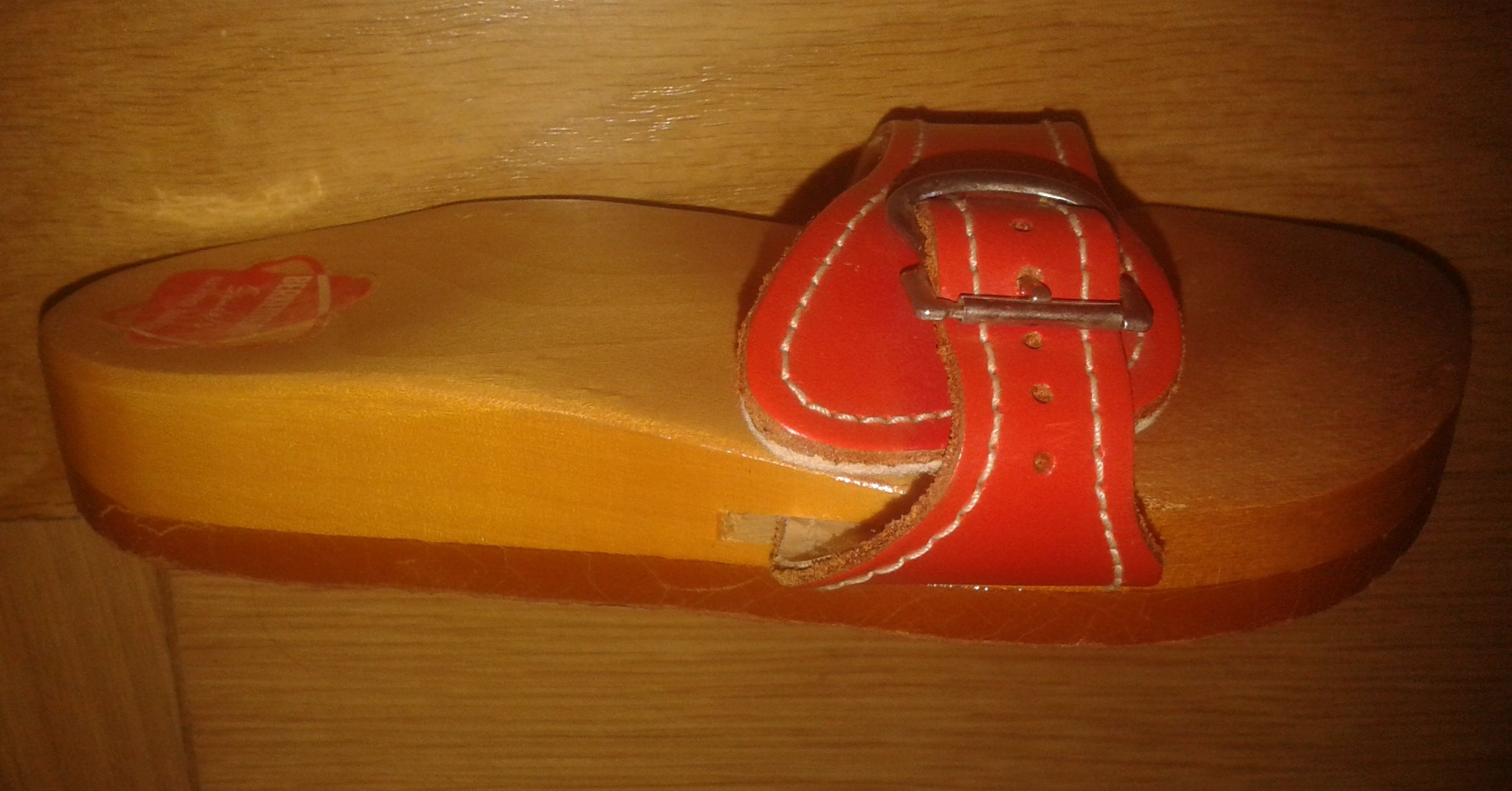
„Berkemann Sandale nach Prof. Thomsen“, Schuhgröße 26, das Fußbett aus Eschenholz, vor 1965.

## Leben und Wirken
Wilhelm Thomsen wurde als Sohn des Justizrats Wilhelm Thomsen in Friedrichstadt geboren. Nach dem Besuch der Volks- und Mittelschule in seiner Geburtsstadt wechselte er an die Hermann-Lietz-Schule Haubinda und absolvierte 1919 das Abitur in Schmalkalden. Danach studierte er Medizin an den Universitäten Kiel, München und Göttingen, bestand 1925 das Staatsexamen in Kiel und wurde dort 1926 auch promoviert; das Thema seiner Dissertation: Ausgedehnte Sarkomatosen und ihre Beziehungen zum klinischen Krankheitsbild.
Anschließend arbeitete er für ein Jahr als Schularzt und Sportlehrer an der Odenwaldschule in Ober-Hambach, bevor er 1927/28 zur orthopädischen Weiterbildung bei Fritz Lange an die Universität München wechselte, 1928 nach Frankfurt am Main an die Orthopädische Universitätsklinik Friedrichsheim zu Karl Ludloff ging und 1930 Assistenzarzt von Georg Hohmann wurde.
In der Zeit des Nationalsozialismus habilitierte er sich dort 1934 mit der Arbeit Untersuchungen über die Statik und Mechanik der gesunden und kranken Hüftgelenke. Unter Hohmann wurde er 1939 Oberarzt an der orthopädischen Universitätsklinik und war als Dr. med. habil. ab dem Wintersemester 1939/40 Dozent, ab Sommersemester 1942 und bis Wintersemester 1944/45 außerplanmäßiger Professor für Orthopädische Chirurgie an der Medizinischen Fakultät der Universität. Thomsen hielt Vorlesungen über „Gliederverluste durch Kriegsverletzungen und ihr Ersatz durch Kunstglieder (Prothesenkunde)“ und gab „Kurse der Krankengymnastik und Massage mit praktischen Übungen“
Thomsen war Hauptgefolgschaftsführer der Hitlerjugend, Mitglied im NS-Dozentenbund und wissenschaftlicher Mitarbeiter im Hauptamt für Volksgesundheit der NSDAP, der er seit Mai 1933 angehörte. Er galt als wichtigster und einflussreicher „Schuhreformer“ und zählte zu den Repräsentanten einer Orthopädie, die sich im Nationalsozialismus zunehmend auch mit der Frage nach der Erbbedingtheit von Erkrankungen des Stütz- und Bewegungsapparates beschäftigte und damit dem erbbiologisch-rassenhygienischen Paradigma der NS-Medizin entsprach. Thomsen war während des Zweiten Weltkriegs Leiter der Lazarettabteilungen an der Frankfurter Universitätsklinik und in Bad Homburg. Außerdem war er Forschungsleiter der technischen Außenstelle der „Deutschen Forschungsstelle für Schuh- und Leistenbau“, die zur „Reichsarbeitsgemeinschaft zur Bekämpfung des Krüppeltums“, Hauptabteilung II, „Gesundheitsführung“, beim Reichsausschuss für Volksgesundheitsdienst, Berlin, gehörte.
Schwerpunkt von Thomsens wissenschaftlicher und publizistischer Tätigkeit war die Verbesserung der allgemeinen „Fußgesundheit“. Er veröffentlichte seine orthopädischen Erkenntnisse unter anderem in der gewerblichen Fachpresse der Schuhindustrie und des Schuhandels, hielt Vorträge vor HJ-Führern, dem NS-Frauenwerk, vor Masseuren, Orthopädiemechanikern und Krankengymnastinnen. Seine Bücher verhandeln Aspekte der Fußpathologie wie Anomalien und Fehlbildungen und entwickeln therapeutische Ansätze zur Stärkung der Fuß- und Beinmuskulatur. Thomsens grundlegendes Bestreben galt dem „Kampf gegen die Fußschwäche“, die er in weiten Teilen der Bevölkerung, bei Kindern und Erwachsenen, ebenso verbreitet sah wie bei Angehörigen der Hitlerjugend, im Reichsarbeitsdienst, „bei den Soldaten“ der Wehrmacht, aber auch in den nationalsozialistischen „Wehrformationen“ (SA, SS). Diesem „Kampf“ verschrieb sich Thomsen u. a. mit dem gleichnamigen, 1940 im J. F. Lehmanns Verlag erschienenen und bis 1944 in drei Auflagen populär gewordenen Buch Kampf der Fußschwäche! Ursachen, Mechanismus, Mittel und Wege zu ihrer Bekämpfung, das seinerzeit auch ins Italienische, Portugiesische, Spanische und Japanische übersetzt wurde.
Nach 1945 betrieb Thomsen eine orthopädische Arztpraxis in Bad Homburg. Im Jahr 1953 wurde er Präsident der DLRG. Mitte der 1950er Jahre entwickelte er für den Hamburger Schuhhersteller Berkemann die später weithin verbreitete und bekannte Gymnastiksandale, eine Querriemensandale mit anatomisch ausgeformtem Holzfußbett für Kinder und Erwachsene, der eine orthopädische, fußgymnastische Wirkung zugeschrieben wird. Die sogenannte Berkemann-Fußgymnastiksandale nach Prof. Thomsen war die Weiterentwicklung einer bereits 1938 von dem Wiener Turn- und Schwimmlehrer Kurt Wießner für Berkemann entwickelten und patentierten Gymnastiksandale, deren orthopädische Wirkung Thomsen in seinem Buch Kampf der Fußschwäche! (1940) beschrieben hatte und der seine Empfehlung als Orthopäde galt. In diesem Buch wurden auch Thomsens eigene, frühe Sandalenmodelle zu „gymnastischen Übungszwecken“ vorgestellt. Für den Hersteller Berkemann wurde „Prof. Thomsen“ ab den 1960er Jahren zu einem Markennamen, mit dem er seine „Original-Sandale“ in den kommenden Jahrzehnten erfolgreich zu bewerben verstand. Auch die 1964 eingeführten Berkemann-Clogs (Produktname „Toeffler“) wurden laut Etikett „nach Prof. Thomsen“ beworben.
Thomsen entwickelte ferner die sogenannte „Thomsen-Schiene“ zur Behandlung von Hallux valgus und ist Namensgeber des „Thomsen-Zeichens“ zur Diagnostik der Ischialgie.
Wilhelm Thomsen war verheiratet und hatte vier Kinder. Er starb 1974 im Alter von 73 Jahren in Bad Homburg.

## Publikationen (Auswahl)
- Ausgedehnte Sarkomatosen und ihre Beziehungen zum klinischen Krankheitsbild, Dissertation. Universität Kiel 1926.
- Technik des Gehgipsverbandes. In: Zentralblatt für Chirurgie 61 (1934).
- Untersuchungen über die Statik und Mechanik der gesunden und kranken Hüftgelenke. Habilitationsschrift. Universität Frankfurt a. M. 1934.
- Lehrbuch der Sportmassage. Quelle u. Meyer, Leipzig 1937; 2., verm. u. verb. Aufl. unter dem Titel Lehrbuch der Massage und manuellen Gymnastik unter besonderer Berücksichtigung der Sportmassage, Thieme, Stuttgart 1949; 3., neu bearbeitete Auflage, Thieme, Stuttgart 1970.
- Kampf der Fußschwäche! Ursachen, Mechanismus, Mittel und Wege zu ihrer Bekämpfung. J. F. Lehmanns Verlag, München-Berlin 1940; 2., erweiterte Auflage 1942; 3. Auflage 1944; dort ein umfassendes Verzeichnis aller bisherigen Publikationen.
- Gesunde Füße, gesunder Mensch. Frankfurt a. M. 1951; 2. Auflage 1953; 3., umgearbeitete Auflage unter dem Titel Pflege deine Füße. Gesunde Füße, gesunder Mensch, Thieme, Stuttgart 1972.
- Ein diagnostisches Zeichen zur Erkennung des Ischias. In: Ärztliche Praxis 9 (1959), S. 1755 ff.
- Halte Dich aufrecht! Ein System zur Erlangung und Bewahrung einer guten Haltung, von Gesundheit und Kraft bis ins hohe Alter. Thieme, Stuttgart 1970.